# Anhalt-Wittenberg
Anhalt-Wittenberg ist der Name der am weitesten nach Osten vorgeschobenen Region des Bundeslandes Sachsen-Anhalt. Hierzu gehören die Landschaften Anhalt, der Fläming und die Region entlang der Elbe im Bereich der Lutherstadt Wittenberg und den Städten Köthen und Bernburg. Zentrum der Region ist Dessau-Roßlau. Im Nordwesten grenzt Anhalt-Wittenberg an die Region Magdeburg, im Südwesten an die Planungsregion Halle.

## Größte Städte

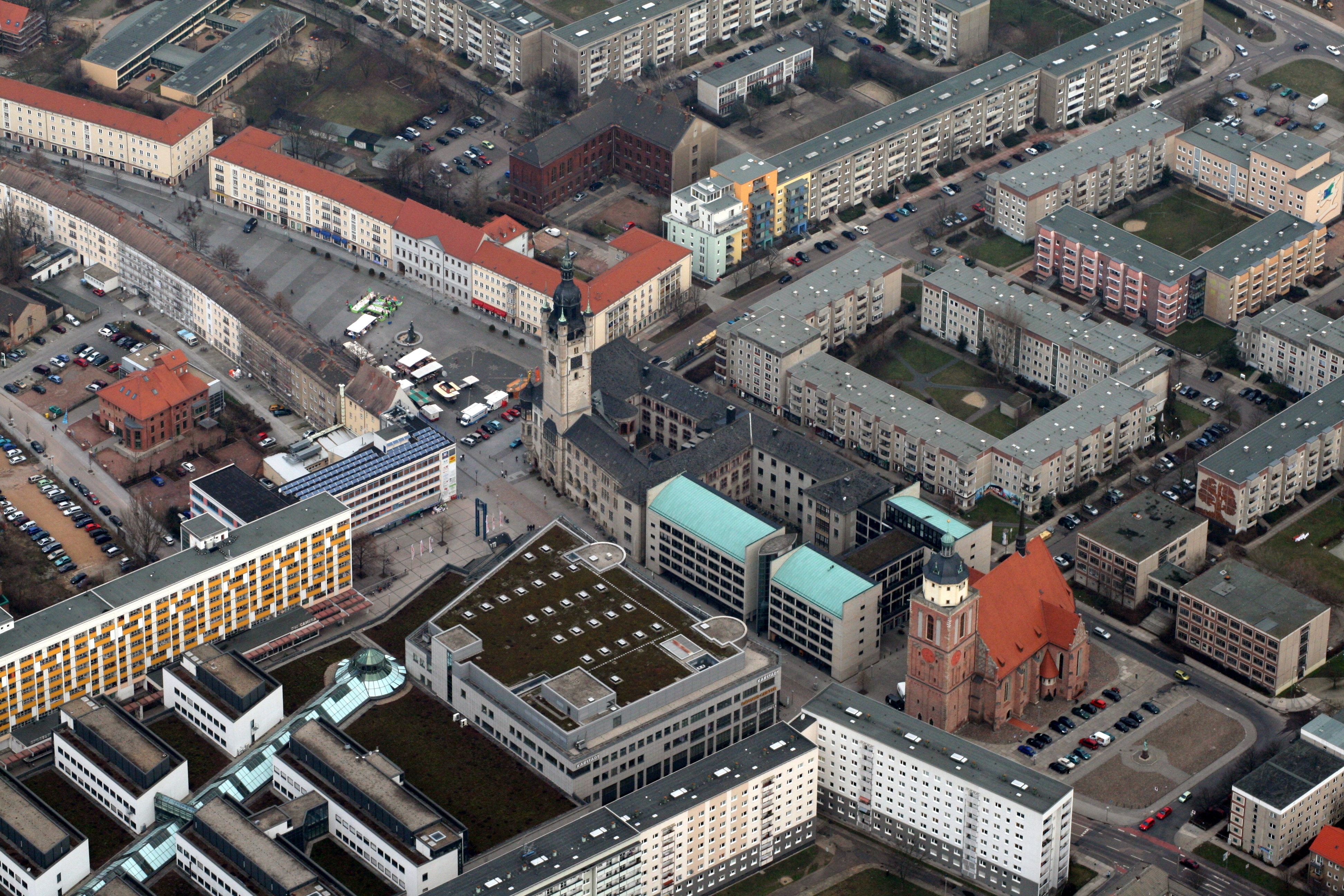
Blick auf das Stadtzentrum von Dessau

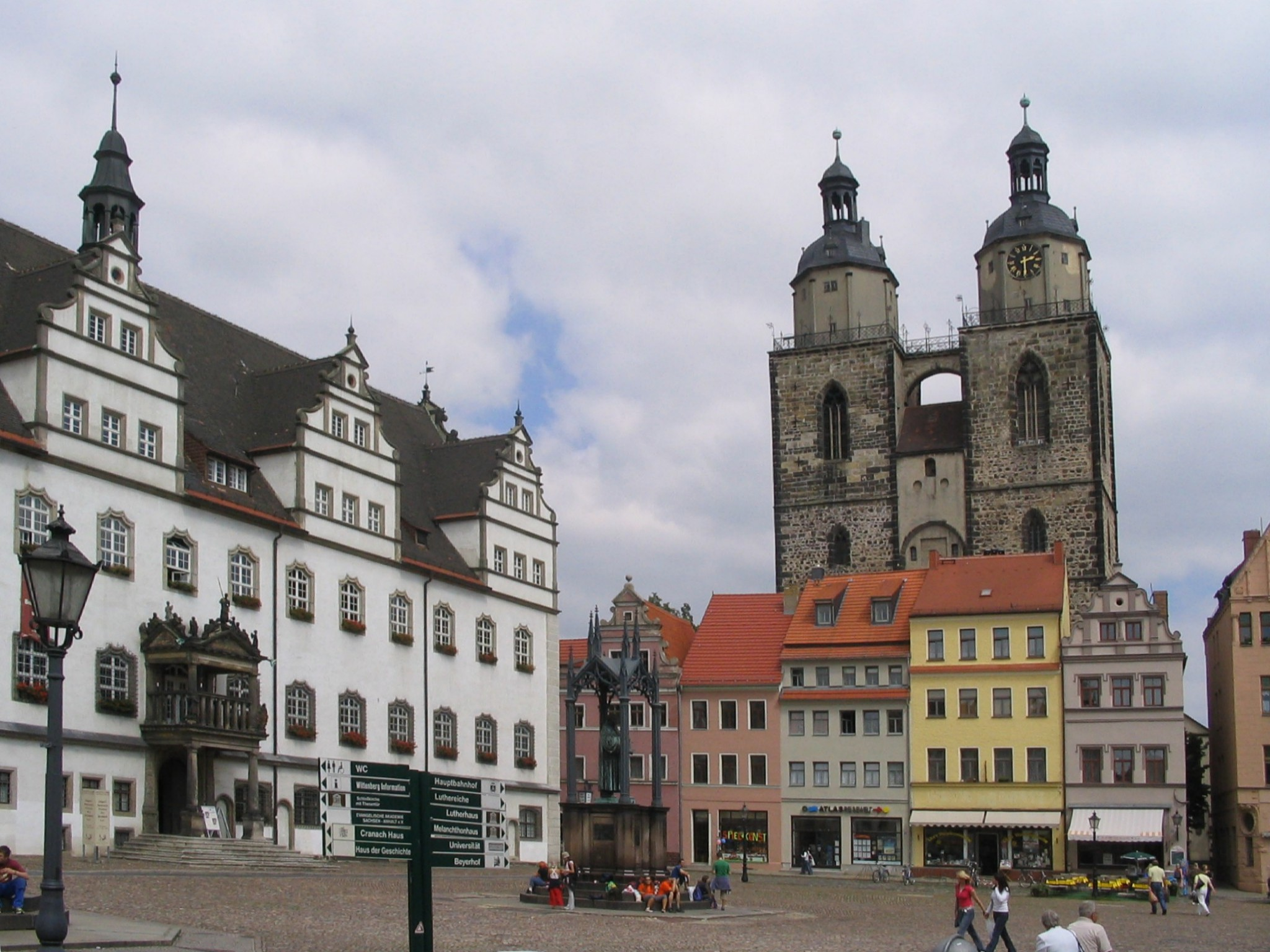
Marktplatz der Lutherstadt Wittenberg

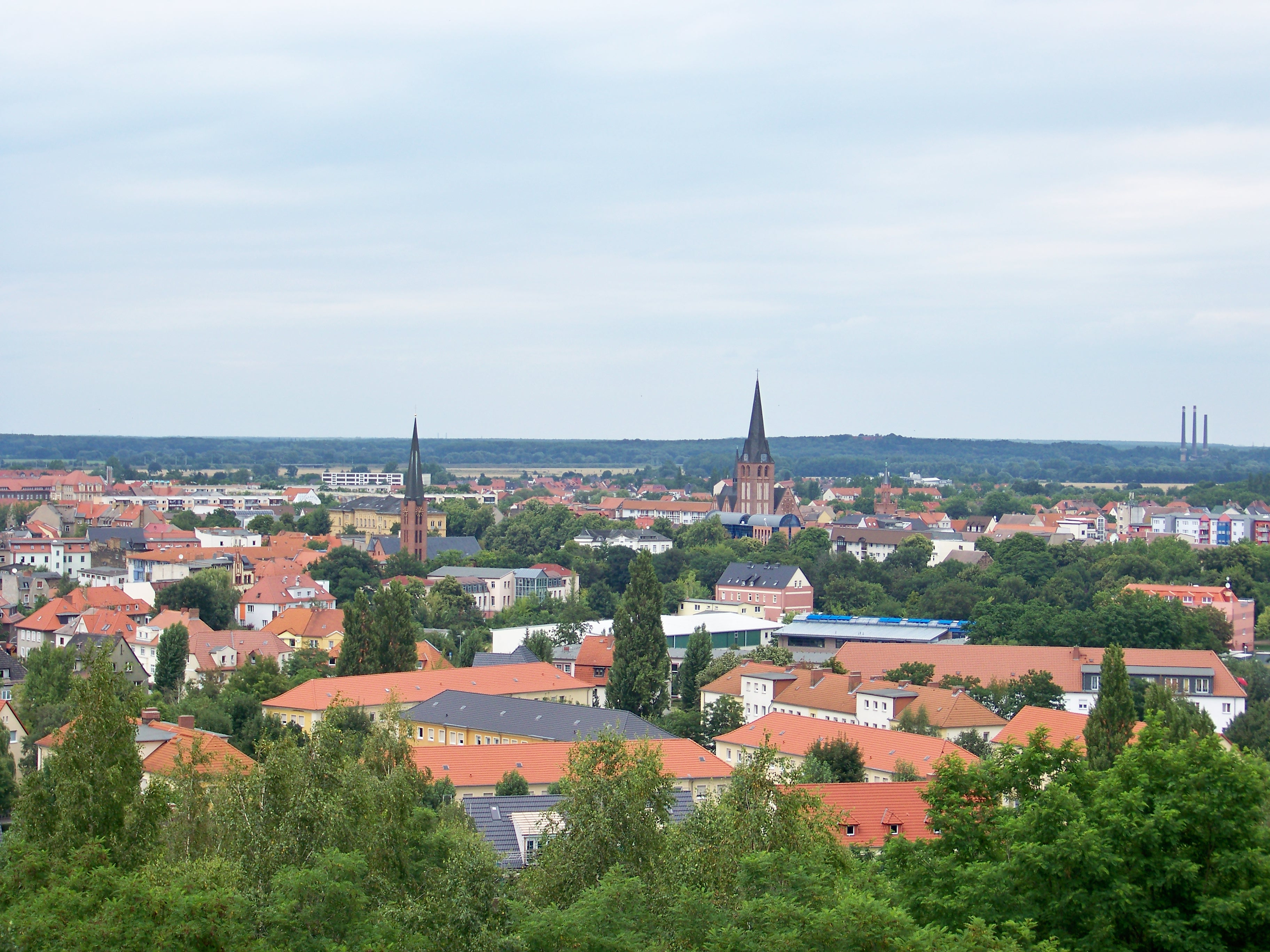
Blick über Bitterfeld

|    | Stadt                  | Einwohner 31. Dezember 2021 Gebietsstand 1. Januar 2022 |
| -- | ---------------------- | ------------------------------------------------------- |
| 1. | Dessau-Roßlau          | 78.731                                                  |
| 2. | Lutherstadt Wittenberg | 44.984                                                  |
| 3. | Bitterfeld-Wolfen      | 37.047                                                  |
| 4. | Köthen                 | 24.876                                                  |
| 5. | Zerbst                 | 21.234                                                  |

## Landkreise
- Landkreis Anhalt-Bitterfeld
- Landkreis Wittenberg
- Dessau-Roßlau (kreisfrei)

## Landkreise vor der Kreisreform 2007
- Landkreis Anhalt-Zerbst
- Landkreis Bitterfeld
- Landkreis Köthen
- Landkreis Wittenberg
- Dessau (kreisfrei)

Die Kommunen der Region Anhalt-Wittenberg bemühen sich um eine gemeinsame Infrastrukturplanung und eine gemeinsame Vermarktung und Repräsentation nach außen.

## Tourismus
In der Region Anhalt-Dessau-Wittenberg befinden sich mit den  Luthergedenkstätten in Wittenberg, dem  Bauhaus Dessau und dem  Gartenreich Dessau-Wörlitz mehrere  UNESCO-Welterbestätten, darüber hinaus das Biosphärenreservat Mittelelbe als Teil des  UNESCO-Biosphärenreservats Flusslandschaft Elbe. Der Tourismusverband WelterbeRegion Anhalt-Dessau-Wittenberg e. V. ist einer der fünf regionalen  Tourismusverbände des Landes Sachsen-Anhalt. Er hat es sich zur Aufgabe gemacht, die Landkreise  Anhalt-Bitterfeld und  Wittenberg sowie die Städte Dessau-Roßlau und Bernburg (Saale) touristisch zu vermarkten. Die WelterbeRegion vertreibt mit der WelterbeCard eine Gästekarte für das Gebiet, mit der über 100 teilnehmende Einrichtungen innerhalb des Gültigkeitszeitraums kostenfrei besucht oder genutzt werden können. Dazu zählt auch die sogenannte WelterbeLinie, die Buslinien 304 und 310, die die UNESCO-Welterbestätten in  Wittenberg, Dessau und Wörlitz miteinander verbinden sowie das UNESCO-Biosphärenreservat Mittelelbe von Dessau in Richtung Gräfenhainichen.
Der WelterbeRegion Anhalt-Dessau-Wittenberg e.V. übernimmt als regionaler Tourismusverband zudem die Organisation und Vermarktung der Marke Luther | Bauhaus | Gartenreich | Elbe, unter der die Luthergedenkstätten in Wittenberg, das Bauhaus Dessau, das Gartenreich Dessau-Wörlitz und das Biosphärenreservat Mittelelbe gefasst sind.